# Thomas Alfred Grut
Thomas Alfred Grut (1852-1933) est un poète et photographe de Guernesey d'expression guernesiaise. Il est l'auteur entre autres des Lures guernesiaises (1927).

## Biographie
Thomas Alfred Grut a également traduit quelques-unes des histoires de Philippe Le Sueur Mourant du jersiais en guernésiais.
Thomas Alfred Grut a aussi été l'un des plus célèbres photographes de Guernesey. Il a établi son premier studio à Jersey dans la ville de Saint-Hélier en 1879 appelé le « Studio centrale ». Par la suite, il a déménagé son studio pour s'installer sur l'île de Guernesey, à Saint-Pierre-Port, en 1894. Durant sa carrière, il a photographié les portraits de nombreux citoyens importants et personnes notables des deux îles Anglo-Normandes et d'autres pays. Son fils Norman Grut a repris l'entreprise de photographie en 1910.